# Asten
Asten ist eine österreichische Marktgemeinde im Bezirk Linz-Land im Bundesland Oberösterreich mit 7444 Einwohnern (Stand 1. Jänner 2025).

## Geografie
Asten liegt auf 255 m Höhe im Zentralraum. Die Ausdehnung beträgt von Nord nach Süd 3,8 km, von West nach Ost 4,1 km. Die Gesamtfläche beträgt 8,48 km², womit Asten die flächenmäßig kleinste Gemeinde des Bezirks Linz-Land ist. 14,1 % der Fläche sind bewaldet, 54,1 % der Fläche sind landwirtschaftlich genutzt.

### Gemeindegliederung
Die Marktgemeinde Asten besteht aus den Katastralgemeinden Asten (400,91 Hektar) und Raffelstetten 447,70 Hektar). Die Katastralgemeinde Raffelstetten nimmt dabei den Norden und Osten des Gemeindegebietes ein, die Katastralgemeinde Asten den Südosten. In der Katastralgemeinde leben rund 85 Prozent der Gemeindebevölkerung, wobei sich die Einwohner auf den Markt Asten (255 m ü. A.) mit der Häusergruppe Norikum (260 m ü. A.) und die Siedlung Fisching (255 m ü. A.) aufteilen. 2001 umfasste Asten 393 Gebäude und 3.048 Einwohner, Fisching 326 Gebäude und 2.055 Einwohner. Die beiden Ortsteile sind dabei bereits teilweise zusammengewachsen. In der Katastralgemeinde Raffelstetten befinden sich wiederum die Ortsteile Raffelstetten und Ipfdorf. Das Dorf Raffelstetten (246 m ü. A.) mit dem Einzelhof Hochhauser liegt dabei nördlich und südlich der Wiener Straße (B 1) und beherbergte 2001 202 Gebäude und 694 Einwohner. Die südlich gelegene Rotte Ipfdorf (253 m ü. A.) war hingegen mit 64 Gebäuden und 228 Einwohnern der kleinste Ortsteil. Zwischen 2001 und 2011 konnten insbesondere die Ortschaften Asten und Raffelstetten an Einwohnern zulegen. 2011 kam Asten auf 3.158 Einwohner, Fisching hatte 1.996, Raffelstetten 850 und Ipfdorf 216 Einwohner.
Das Gemeindegebiet umfasst folgende Ortschaften (in Klammern Einwohnerzahl Stand 1. Jänner 2025):
- Asten (3980)
- Fisching (1947)
- Ipfdorf (536)
- Raffelstetten (981)

Die Gemeinde war ursprünglich Teil des Gerichtsbezirks Enns, seit 1. Jänner 2014 gehört die Gemeinde zum Gerichtsbezirk Steyr.

### Nachbargemeinden
|      | Luftenberg an der Donau (PE)                |      |
| Linz | Kompassrose, die auf Nachbargemeinden zeigt | Enns |
|      | St. Florian                                 |      |

## Geschichte

### La-Tène-Siedlung
Auf einer Donauterrasse bei Asten wurden 1992 während einer Rettungsgrabung einige latènezeitliche Objekte und ein Grab freigelegt. Fünf keltische Siedlungsgebäude, drei davon viereckig, eingetieft mit Lehmwänden und Estrichböden sind offenbar verbrannt worden, von den beiden übrigen war eines rund und eines dreieckig. Gefunden wurden Tierknochen (Schafe, Ziegen, Rinder, Hunde, nur sehr wenige Schweine), ein Eisenmesser und eine Eisennadel, einige Keramikgefäße, sowohl grob als auch fein gearbeitet, aber keine Töpferscheibenerzeugnisse und zwar Schalen und Schüsseln, sowie Töpfe verschiedener Formen. 15 verschieden große Webstuhlgewichte weisen auf eine Werkstatt hin, auch die anderen Bauten werden als solche eingeschätzt. Ein Frauengrab in der Nähe enthielt eine eiserne Fibel, sowie Reste eines Hundes und eines Schweines, die zu Füßen der Leiche niedergelegt worden waren. Ob es sich dabei um eine rituelle oder persönlich motivierte Grabbeigabe handelt, ist nicht mehr feststellbar.

### Asten ab 1000 n. Chr.
Der heutige Ortsteil Raffelstetten wurde bereits um 905 in der Raffelstettener Zollordnung urkundlich erwähnt. Asten wird (als Astina) vom Stift St. Nikola bei Passau in einer Urkunde im Jahre 1073 erstmals schriftlich dokumentiert. Ursprünglich im Ostteil des Herzogtums Bayern liegend, gehörte der Ort seit dem 12. Jahrhundert zum Herzogtum Österreich. Seit 1490 wird er dem Fürstentum Österreich ob der Enns zugerechnet.
Während der Napoleonischen Kriege war der Ort mehrfach besetzt.
Seit 1918 gehört der Ort zum Bundesland Oberösterreich. Nach dem Anschluss Österreichs an das Deutsche Reich am 13. März 1938 gehörte der Ort zum Gau Oberdonau.
Nach dem Ende des Zweiten Weltkrieges 1945 gehörte Asten zur Amerikanischen Besatzungszone im besetzten Nachkriegsösterreich und zum wiederhergestellten Bundesland Oberösterreich. Von der amerikanischen Militärverwaltung wurde ein DP-Lager zur Unterbringung so genannter Displaced Persons eingerichtet.
Das Wohnlager Asten war ein Barackenlager, bezeichnet als Lager 117. Es wurde in der NS-Zeit errichtet, ab 1945 war es ein DP-Wohnlager zur Unterbringung ungarischer Neuflüchtlinge von Herbst 1956 (?) bis Jahresende 1961. Der Höchststand unbekannt, nach Schätzungen waren mehr als 3.000 Menschen dort untergebracht. Stand Ende Jänner 1957 ca. 1000 Personen. Eine Einrichtung des BMI, zuständige Verwaltungsbehörde oö. Landesregierung, Verwaltung und Betreuung durch dieselbe.

### Bevölkerungsentwicklung
2013 lebten in der Gemeinde Asten 6.240 Menschen, womit Asten an der Einwohnerzahl gemessen die sechstgrößte Gemeinde der 22 Gemeinden des Bezirks war. Ende 2001 waren 93,6 Prozent der Bevölkerung österreichische Staatsbürger (Oberösterreich 92,8 Prozent, Bezirk Linz-Land 91,4 Prozent), bis zum Jahresbeginn 2013 sank der Wert leicht auf 90,0 Prozent (Oberösterreich 91,1 Prozent, Bezirk Linz-Land 89,0 Prozent). Insgesamt wurden 2013 in der Gemeinde 624 Ausländer gezählt, die zu 90 Prozent aus Europa stammten. Neben den stark vertretenen EU-Bürgern lebten insbesondere Menschen mit einer Staatsbürgerschaft aus dem ehemaligen Jugoslawien (31 Prozent aller Ausländer) sowie aus der Türkei (14 Prozent) in Asten. Insgesamt 1.130 Menschen waren im Ausland geboren worden. Zur römisch-katholischen Kirche bekannten sich 2001 72,3 Prozent der Einwohner (Oberösterreich: 79,4 Prozent), 4,4 Prozent waren evangelisch, 14,3 Prozent ohne Bekenntnis, 4,2 Prozent islamischen Glaubens und 2,1 Prozent Orthodoxe Christen.
Der Altersdurchschnitt der Gemeindebevölkerung lag 2001 unter dem Landesdurchschnitt. 19,8 Prozent der Einwohner von Asten waren jünger als 15 Jahre (Oberösterreich: 18,8 Prozent), 69,1 Prozent zwischen 15 und 59 Jahre alt (Oberösterreich: 61,6 Prozent). Der Anteil der Einwohner über 59 Jahre lag mit 11,1 Prozent weit unter dem Landesdurchschnitt von 20,2 Prozent. Der Altersdurchschnitt der Bevölkerung von Asten veränderte sich in der Folge beim allen Alterssegmente deutlich. Der Anteil der unter 15-Jährigen sank per 1. Jänner 2013 auf 15,8 Prozent, während der Anteil der Menschen zwischen 15 und 59 Jahren auf 72,0 Prozent stieg. Der Anteil der über 59-Jährigen stieg leicht auf 12,2 Prozent. Nach dem Familienstand waren 2001 43,0 Prozent der Einwohner von Asten ledig, 46,6 Prozent verheiratet, 3,3 Prozent verwitwet und 7,2 Prozent geschieden.
Die Gemeinde Asten verzeichnete zwischen 1869 und 1939 verglichen mit dem Land Oberösterreich und dem Bezirk Linz-Land eine unterdurchschnittliche Bevölkerungsentwicklung. So sank die Einwohnerzahl bis 1910 um rund 10 Prozent und lag 1939 wieder beim Ausgangswert von 1869. Nachdem im Sommer 1941 in Asten ein großes Umsiedlerlager für Zwangsausgesiedelte und Flüchtlinge aus dem Osten und Südosten Europas errichtet worden war, stieg die Einwohnerzahl von Asten dramatisch an. Zeitweise war das Lager von 3.000 Menschen aus 26 Nationen bevölkert. Nachdem 1963 die letzten Lagerinsassen abgezogen waren, profitierte Asten von seiner Nähe zu Linz. Immer mehr Arbeiter der Industriestadt, insbesondere der VOEST und der Stickstoffwerke errichteten für sich und ihre Familien Ein- und Zweifamilienhäuser, später gesellten sich auch Wohnblöcke und Hochhäuser hinzu. Durch die geschichtliche Entwicklung hatte sich die Einwohnerzahl zwischen 1939 und 1961 bereits mehr als verdreifacht. In der Folge kam es zwischen 1961 und 2013 zu einer nochmaligen Verdreifachung der Einwohnerzahl, wobei es insbesondere in den 1970er, 1980er und 1990er Jahren zu einem großen Wachstum kam. Neben einer hohen, positiven Geburtenbilanz war vor allem während der 1970er und 1980er Jahren die Zuwanderung Grund für die steil steigenden Einwohnerzahlen. So war die Zuwanderung in den 1970er Jahren vier Mal so hoch wie der Geburtenüberschuss. Der Geburtenüberschuss stieg über die Jahrzehnte jedoch an, sodass der Geburtenüberschuss in den 1990er Jahren erstmals höher war als der Wanderungsüberschuss. Seit dem Jahr 2004 weist Asten jedoch eine negative Wanderungsbilanz auf. Diese kann derzeit aber noch durch den Geburtenüberschuss ausgeglichen werden.

## Kultur und Sehenswürdigkeiten

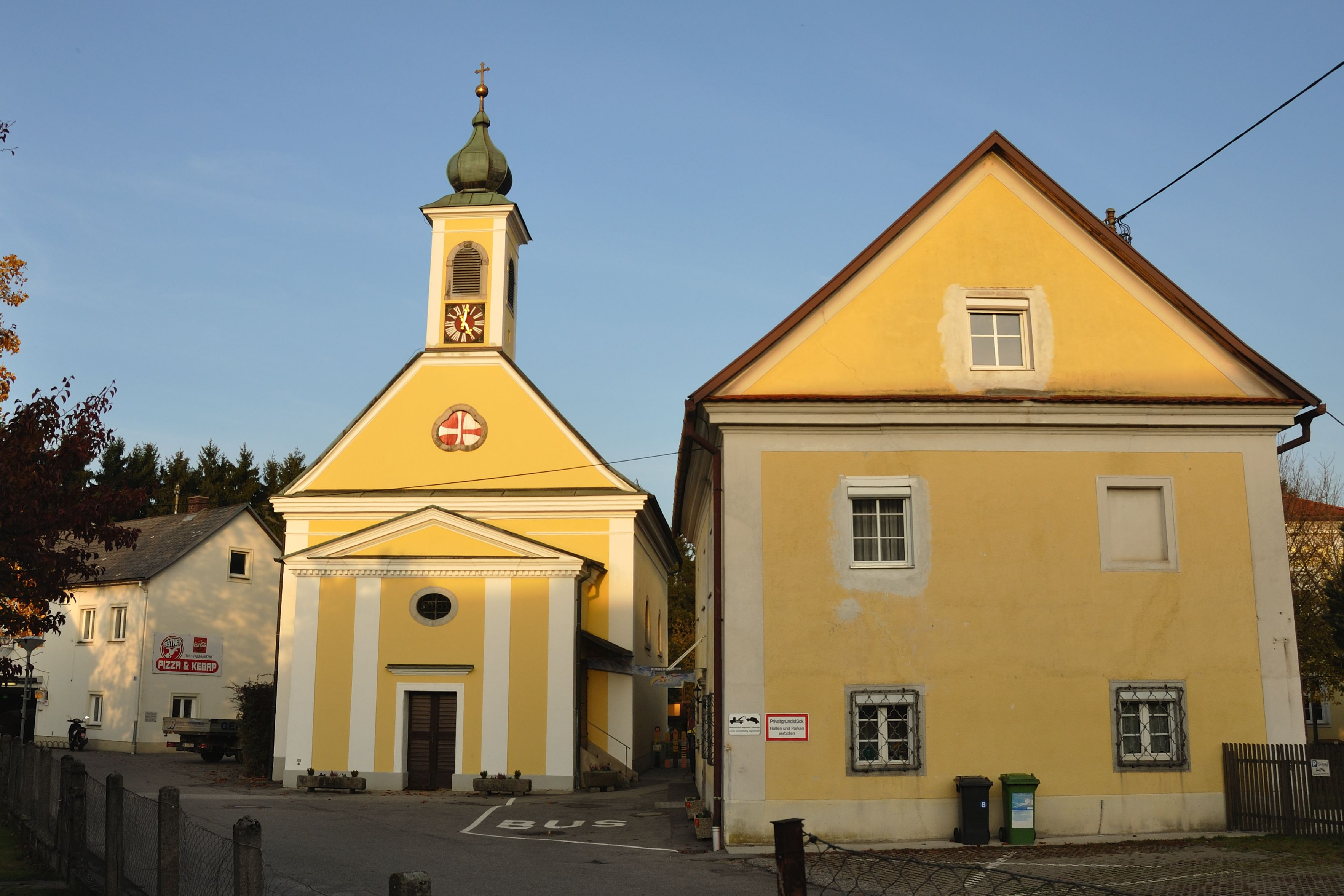
Pfarrkirche Asten

- Katholische Pfarrkirche Asten hl. Jakob
- Paneum – Wunderkammer des Brotes, ein Museum über die jahrtausendealte Kultur der Brotherstellung

## Wirtschaft und Infrastruktur

### Arbeitsstätten und Beschäftigte
Asten beherbergte 2001 einen Betrieb mit mehr als 200 Beschäftigten und zusätzlich zwei Betriebe mit 100 bis 199 Beschäftigten. Insgesamt ergab die im Rahmen der Volkszählung durchgeführte Arbeitsstättenzählung 191 Arbeitsstätten mit 1.690 Beschäftigten (ohne Landwirtschaft), wobei 92 Prozent unselbständig Beschäftigte waren. Die Anzahl der Arbeitsstätten war dabei gegenüber dem Jahr 1991 um 69 (plus 57 Prozent) gestiegen, die Anzahl der Beschäftigten um 652 Personen (plus 63 Prozent). Wichtigster Wirtschaftszweig war 2001 der Handel mit 69 Arbeitsstätten und 633 Beschäftigten (37 Prozent aller Beschäftigten) gefolgt vom Realitätenwesen bzw. den Unternehmensdienstleistungen mit 21 Arbeitsstätten und 267 Beschäftigten (16 Prozent) und der Sachgütererzeugung mit 15 Arbeitsstätten und 211 Beschäftigten (12 Prozent). Weitere wichtige Brachen waren die Erbringung von sonstigen öffentlichen und persönlichen Dienstleistungen, das Bauwesen und das Verkehrswesen bzw. die Nachrichtenübermittlung. 48 Prozent der in Asten Beschäftigten waren Angestellte oder Beamte, 41 Prozent Arbeiter und 8 Prozent Betriebsinhaber. Asten ist unter anderem Sitz der Sopro Bauchemie GmbH Austria und von Backaldrin.
Von den in Asten 2010 lebenden 3.443 Erwerbspersonen waren 4,1 Prozent arbeitslos. Von den 3.302 Erwerbstätigen waren 745 im Handel (23 Prozent), 702 in der Sachgütererzeugung (21 Prozent) und 262 im Gesundheits- und Sozialwesen (8 Prozent) beschäftigt. Weitere wichtige Branchen waren „sonstige wirtschaftliche Dienstleistungen“, Freiberufliche/technische Dienstleistungen und das Bauwesen. Von den 3.328 Erwerbstätigen aus Asten (ohne temporär von der Arbeit abwesende Personen erwerbstätigen Einwohnern) gingen 2010 jedoch nur 487 Personen in Asten ihrer Beschäftigung nach. 2750 bzw. 85 Prozent mussten zur Arbeit auspendeln. Von den Auspendlern hatten 32 Prozent ihre Arbeitsstätte im Bezirk Linz-Land, 50 Prozent in Linz. Neben Linz waren vor allem Enns, Traun, Ansfelden, Leonding und Wels wichtige Auspendlergemeinden. Im Gegenzug pendelten 1.572 Menschen nach Asten ein, insbesondere aus Linz, Enns und St. Florian.

### Land- und Forstwirtschaft
Die Statistik wies für die Gemeinde Asten 2010 nur noch 18 land- und forstwirtschaftliche Betriebe aus. Darunter befanden sich 6 Haupterwerbsbetriebe und 11 Nebenerwerbsbetriebe. Die Gesamtbetriebszahl war gegenüber 1999 um drei Betriebe bzw. 14 Prozent gesunken, wobei die Zahl der Vollerwerbsbetriebe um fast die Hälfte zurückgegangen und die Zahl der Nebenerwerbsbetriebe gestiegen war. Gemeinsam bewirtschafteten die Betriebe 2010 insgesamt 439 Hektar Fläche, wobei 62 Prozent der Fläche von Vollerwerbsbauern bewirtschaftet wurden. Die Durchschnittsfläche der Vollerwerbsbauern lag dabei mit 45,5 Hektar deutlich höher als der oberösterreichische Durchschnitt.

### Verkehr

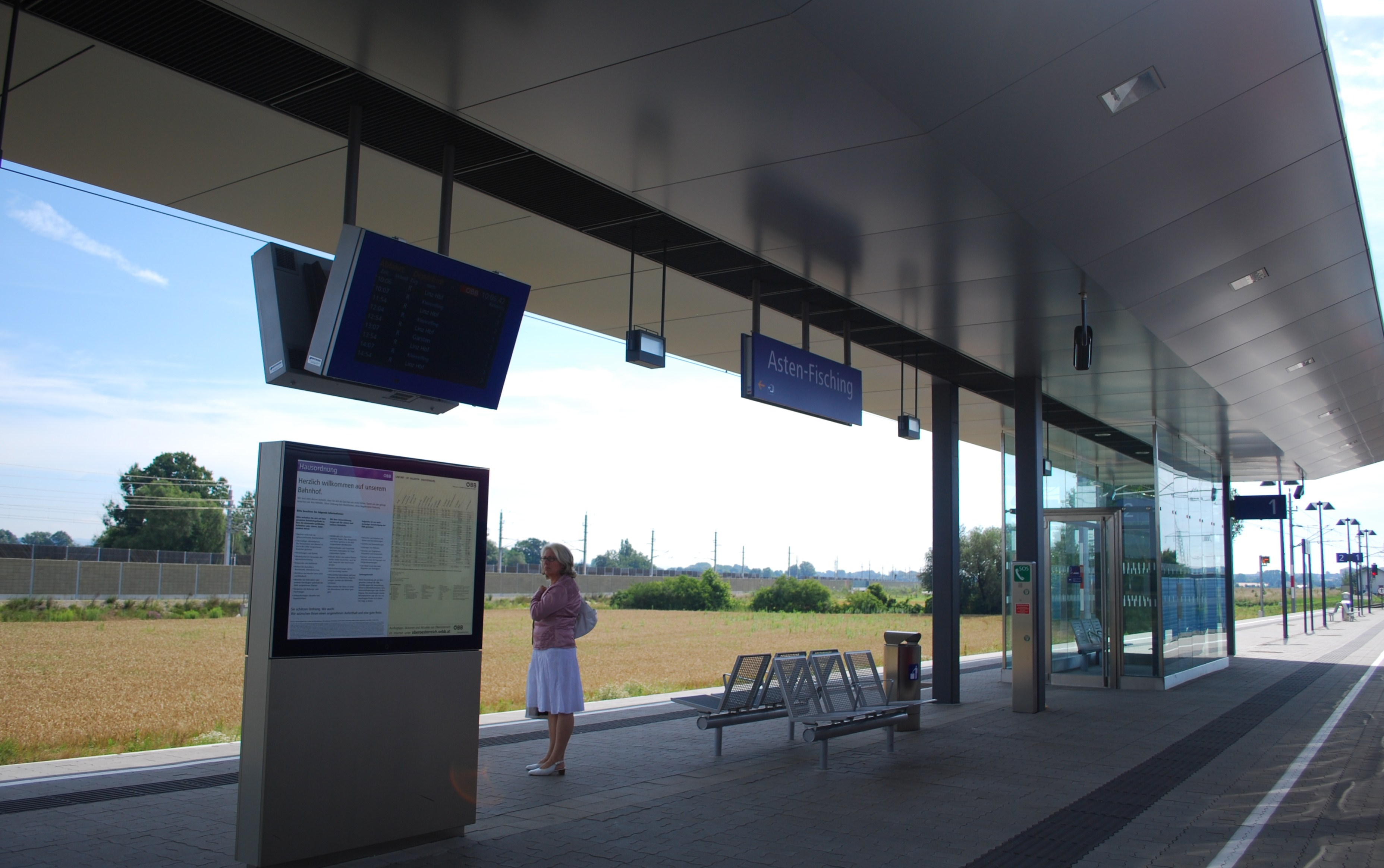
Bahnsteig Asten-Fisching

Durch Asten verlaufen einige der wichtigsten Straßen Österreichs. Die Westautobahn (A1) und die Bundesstraße B1 (Wiener Straße), die Asten mit Linz, St. Pölten, Wien und Salzburg verbindet. Des Weiteren verläuft von Asten aus eine Straße nach St. Florian. Durch Asten fahren mehrere Postbus-Linien, die Asten mit Linz, Enns und Steyr verbinden. Außerdem gibt es zwei Postbus-Citybus Linien (407, 408), die den Pichlinger See mit Asten verbinden. Die ÖBB-Haltestelle Asten-Fisching liegt an der Westbahn und wurde im gleichen Stil wie die Haltestellen Linz Ebelsberg und Linz Pichling errichtet. Bei der Haltestelle gibt es eine P&R-Anlage. Weiters gibt es einen Mittelbahnsteig (Gleis 1 und 2), abgegrenzt von der Westbahn mit einem verglasten Warteraum. Hier halten nur R-Regionalzüge (Richtung Linz Hbf, Garsten, Kleinreifling und Amstetten).

### Bildung
Eine Schule ist in Asten bereits im Jahr 1784 belegt, als Probst Leopold von St. Florian die erste Schule erbauen ließ. Das erste Schulhaus stand dabei zwischen der alten Pfarrkirche und dem heutigen Caritas-Kindergarten. Das Schulgebäude, das im Eigentum des Stiftes St. Florian stand, brannte 1850 nieder. Daraufhin wurde 1856 das neue Schulgebäude gebaut. Während des Baues wurde in der Stube des Gasthofes Andorfer (jetzt Reisinger) der Unterricht abgehalten. Mit dem Ausbruch des Zweiten Weltkrieges kam es auch im Schulbereich zu großen Änderungen. So eröffnete im Lager Asten eine eigene Schule, ab 1944 führte der Oberlehrer von Asten auch die Leitungsgeschäfte der Lagerschule. Auch in den Nachkriegsjahren existierte neben der Stammschule im Markt Asten eine Expositur im ehemaligen Lager (Wohnsiedlung 117). Beherbergte die Volksschule Asten im Schuljahr 2004/05 noch 349 Schüler, so sank die Schülerzahl bis zum Schuljahr 2012/13 auf 280 Schüler in 14 Klassen. Im Schuljahr 2011/12 hatte es noch 16 Klassen gegeben. Neben der Volksschule bestehen in Asten zwei Kindergärten. Ein Kindergarten wird von der Caritas betrieben, einer von der Gemeinde.

### Öffentliche Einrichtungen
- Freiwillige Feuerwehr Asten
- Freiwillige Feuerwehr Raffelstetten
- Öffentliche Bibliothek der Pfarre Asten
- Im Astener Gewerbegebiet zwischen B1 und Westbahnstrecke betreibt die österreichische Justiz mit der Justizanstalt Asten ein Gefängnis, das als Forensische Psychiatrie eingerichtet ist.

## Politik
Der Gemeinderat hat 31 Mitglieder.
- Mit den Gemeinderats- und Bürgermeisterwahlen in Oberösterreich 2003 hatte der Gemeinderat folgende Verteilung: 21 SPÖ, 7 ÖVP und 3 FPÖ.
- Mit den Gemeinderats- und Bürgermeisterwahlen in Oberösterreich 2009 hatte der Gemeinderat folgende Verteilung: 19 SPÖ, 6 ÖVP, 5 FPÖ und 1 BZÖ.
- Mit den Gemeinderats- und Bürgermeisterwahlen in Oberösterreich 2015 hatte der Gemeinderat folgende Verteilung: 17 SPÖ, 8 FPÖ, 4 ÖVP, 1 GRÜNE und 1 NEOS.
- Mit den Gemeinderats- und Bürgermeisterwahlen in Oberösterreich 2021 hat der Gemeinderat folgende Verteilung: 13 SPÖ, 6 MIA, 5 ÖVP, 4 FPÖ, 2 GRÜNE und 1 MFG.[12][13]

Stärkste Kraft in der Gemeindepolitik ist seit langer Zeit die Sozialdemokratische Partei Österreichs (SPÖ), die zwischen 1973 und 1991 immer über eine absolute Stimmen- und Mandatsmehrheit verfügte. Ihr stärkstes Ergebnis hatte die SPÖ dabei 2003 mit 67,7 Prozent der Stimmen. Die Österreichische Volkspartei (ÖVP) kam zwischen 1973 und 1985 auf 25 bis 28 Prozent und war zweitstärkste Kraft in der Gemeindepolitik. 1991 wurde sie jedoch von der Bürgerinitiative BFA (Bürger Für Asten) abgelöst, die bei dieser Wahl 18 Prozent erreichte. Nachdem die Liste BFA 1997 nicht mehr angetreten war, konnte die Freiheitliche Partei Österreichs (FPÖ) zweitstärkste Partei in Asten werden, wobei die FPÖ in den Jahren 1991 bis 1997 zwischen 16 und 22 Prozent erzielte. 2003 löste die ÖVP die FPÖ wieder als zweitstärkste Partei ab. Im Jahr 2009 kam die SPÖ auf 59,0 Prozent und 19 Mandate, die ÖVP erreichte 19,6 Prozent und sechs Mandate, die FPÖ 18,3 Prozent und fünf Mandate. Erstmals in den Gemeinderat zog 2009 auch das BZÖ mit 3,1 Prozent und einem Mandat ein. Bei der letzten Gemeinderatswahl 2015 kam die SPÖ auf 53,8 Prozent und 17 Mandate, die FPÖ auf 24,4 Prozent und 8 Mandate und die ÖVP auf 13,6 Prozent und 4 Mandate. In den Gemeinderat 2015 erstmals die Grünen und die NEOS mit jeweils einem Mandat ein. Bei der Wahl 2021 gab es erstmals sechs Parteien, die zur Wahl antraten. Neben den eingesessenen Parteien SPÖ, ÖVP, FPÖ und GRÜNE kandidierten auch zum ersten Mal die Partei MFG (Menschen – Freiheit – Grundrechte) und die Bürgerliste MIA (Für die Menschen in Asten). Die Bürgerliste MIA wurde direkt zweitstärkste Fraktion mit 6 Mandaten während die Partei MFG nur 1 Mandat erreichte.

### Bürgermeister
- 1995–2008 Reinhold Schreier (SPÖ)
- seit 2008 Karl Kollingbaum (SPÖ)

### Wappen
Offizielle Beschreibung des Gemeindewappens: In Blau ein goldener, gesenkter Anker, begleitet von zwei silbernen Münzen. Die Gemeindefarben sind Gelb-Blau.
Der Anker zeigt, dass man hier früher mit dem Schiff segelte. Die zwei Münzen sind ein Beweis, dass hier einmal eine Mautstelle für Schiffe war. Um das Jahr 905 wurde in der Raffelstettener Zollordnung festgelegt, welche Städte und Orte entlang der Donau Zölle einheben dürfen. Im Wesentlichen ging es um die Regelung der Salztransporte von Passau oder vom Salzkammergut aus.

## Persönlichkeiten
Söhne und Töchter der Gemeinde
- Robert Mittringer (1943–2018), Maler, Bildhauer und Grafiker
- Julia Furdea, TV-Moderatorin, Model und Miss Austria 2014

Personen mit Bezug zur Gemeinde
- Andreas Ulmer (Fußballspieler), österreichischer Fußballspieler